# 국민건강보험
국민 건강 보험(國民健康保險, 영어: national health insurance)은 대한민국에서 운영되는 건강 보험 체계이다.

## 역사
1961년 5·16 군사 정변으로 과도 정부를 만든 당시 국가 재건회 의장 박정희 전 대통령으로부터 1962년 7월 사회 보장 제도를 확립하라는 지시를 받고 대한민국 최초로 1963년 11월 사회 보장에 관한 법률과 산업 재해 보상법이 마련되고 그해 12월 의료보험법이 처음 제정되어 의료보험조합을 설립할 수 있게 되었다.
최초 의료 보험은 "강제 조항"이 삭제된 채 근로자와 농어민의 "임의 가입" 형태를 취하고 있었으나 1976년 1월 박정희 전 대통령의 연두 기자 회견에서 국민 의료 제도의 개선과 확립을 밝히고 그해 2월 보건사회부 연두 순시에서 다시 의료 보험의 확대 실시를 검토하라는 지시에 의해 그해 12월 비로소 의료 보험법 2차 전면 개정을 통해 "강제 가입" 조항이 추가됨으로 오늘날 국민건강보험의 모습이 나타나기 시작했다.  당시 각료들은 의료보험 시행이 시기상조이며 경제 여건이 성숙하지 못했다고 박정희 대통령에 반대하였으나 북한의 경제력이 남한을 압도하고 사회주의 체제가 우위를 점하던 시절이었고 북한이 모든 북한 주민은 무상 의료를 받는다는 대남 선전이 박정희 대통령으로 하여금 강제 시행을 압박하게 하는 계기가 되었다. 
1976년 당시 한국의 경제 상황은 오일 쇼크 위기등으로 대단히 열악한 상황이었기에 1977년 7월 1일 의료 보험이 정식 시행될 때까지 현실에 맞는 의료 보험법의 초안을 잡기 위하여 당시 신현확 보사부 장관과 경제 기획원 남덕우 장관이 심도 있는 토론과 연구를 진행하였고 김종대 당시 보건복지부 기획 관리 실장 등에 의해 "의료 보험은 사업장 근로자부터 시행한다", "시행착오를 최소화하기 위하여 단계적으로 확대해 나간다"라는 기본 내용을 완성하게 된다.
단계적으로 1977년 1월 보험료를 내기 힘든 영세민과 생활 보장 대상자에게 공적 부조 제도로서 "의료 보호 제도"가 먼저 실시되었다. 그해 7월 대한민국 최초의 500인 이상 근로자가 있는 사업장에 대한 직장 의료 보험이 실시되었다. 
1989년 7월 1일 다른 보호 대상자를 뺀 전국민을 대상으로 실시되었다. 이때 공무원과 교원은 별도의 법에서 규정하고 있었다. 
1998년에는 227개 지역 의료 보험 조합과 공교 의료 보험 관리 공단을 통합해  국민 의료 보험 관리 공단을 설립하고 직장 의료 보험 조합들은 140개로 통합했다. 
이후 2000년 국민 의료 보험과 직장 의료 보험을 통합하면서 보험 제도를 국민 건강 보험으로 개칭하고, 국민 건강 보험 공단을 설립하여 현재에 이른다. 
1968년 창립된 청십자의료보험조합은 1960년대 도입된 임의 의료보험 조합 가운데 가장 대표적인 조합으로 대한민국 전국 단위 국민건강보험의 시작으로 보는 경우도 있으나 이는 9500명 조합원만을 위한 민간 조합 단체이지 전국적 국가 제도는 아니었다. 
청십자의료보험조합은 1989년 전 국민 건강 보험으로 확대된 이후 조합원만을 위한 민간 보험이 의미를 상실하게 되면서 역사의 뒤안길로 사라진다. 1989년 해체까지 총 23만 명의 조합원들을 가지고 있었다.
국가건강검진은 1980년에 신설되었으며 1980년 공무원 건강검진으로 시작하여 1995년에는 전국민 건강검진, 2000년에는 암검진, 2007년에는 생애전환기 건강검진과 영유아 건강검진 실시 등으로 발전되어 왔으며, 세계적으로 유사사례가 없는 광범위한 국가검진사업을 통해 사전 예방적 건강관리로 국민의 삶의 질 향상에 크게 기여하고 있다. 2016년에는 자궁경부암 검진대상자를 종전 만 30세 이상에서 만 20세 이상으로 확대했고 2019년에는 일반검진 대상자를 종전 만 40세에서 만 20세 이상으로 완전 확대했으며 국가폐암검진도 신설했다.

## 건강 보험 시스템

### 보험의 통합
건강 보험은 1977년 국민 건강 보험법으로 도입되어 대기업의 산업 근로자에게 건강 보험을 제공했다. 이 프로그램은 1979년에 공무원 및 사립 교사와 같은 다른 근로자를 포함하도록 확장되었다. 또한 이후 일반 대중에게 점진적으로 배포되었으며, 마침내 1989년에 보편적인 서비스를 달성했다. 보편적인 의료 서비스가 되었음에도 불구하고 의료보험은 사람들을 인구 통계에 따라 다른 범주로 그룹화함에 따라 사회 내에서 더 많은 형평성 문제를 초래했다. 지리적 위치 및 고용 유형과 같은 특성이 그 요인이었다. 이렇게 서로 다른 집단은 궁극적으로 각 의료 제공자로부터 서로 다른 보장을 받았다.
의료 시스템은 처음에는 비영리 보험 협회에 의존하여 건강 보험을 보장하고 관리하고 제공했다. 프로그램이 1977년에서 1989년까지 확장됨에 따라 정부는 건강 보험 시스템에 대한 정부 개입을 최소화하기 위해 다른 보험 협회가 다른 부분에 대한 보장을 제공하도록 허용하기로 결정했다. 이로 인해 결국 매우 비효율적인 시스템이 생성되어 350개 이상의 서로 다른 건강 보험 협회가 탄생했다. 이후, 2000년 주요 의료 금융 개혁으로 모든 의료 단체가 국민 건강 보험 공단 (NHIS)으로 통합되었다. 따라서 이 새로운 건강 보험 공단은 단일 지불자 의료 서비스가 되었다.

### 보험의 자금
보험 시스템은 기부금, 정부 보조금, 담배 할증료로 자금이 지원되며 국민 건강 보험 공단이 주요 감독 기관이다. 취업 기여자는 급여의 5.08% (고용주가 지급)를 지불해야하며 자영업 기여금은 개인의 소득과 재산을 기준으로 계산된다. 정부는 총 자금의 14 %를 제공하고 담배 할증료는 자금의 6 %를 차지한다. 이러한 비율로 건강 보험의 총 지출 국내 총생산 (GDP)은 2014년 7.1%, 2000년 4.0 %증가했다. 2014년 1인당 총 의료비는 2,531달러로 전 세계 평균 1,058 달러에 비해 1인당 건강에 대한 정부 지출은 1368 달러였다.
NHIS 조사에 따르면 인구의 77%가 민간 보험에 가입되어 있다. 이는 국가 건강 계획이 각 의료비의 최대 60%를 부담한다는 사실 때문이다.

### 건강보험의 가입자
국민건강보험법은 모든 국민을 건강보험 가입자로 강제하고 모든 의료기관을 요양기관으로 지정하여 운영체계를 완성하고 있다. 이에 대해 과잉금지원칙에 위배된다는 주장과 행복추구권, 재산권을 침해한다는 주장이 제기되었다. 이에 대한 헌법재판소는, 사회보험을 선택한 의미를 확인하면서 '보험의 원칙'과 '사회연대의 원칙'을 사회보장 정책의 핵심 요소로 인식하였다. 특히 사회연대 원칙은 사회보장 정책의 기본 원칙이며 보험료 산정의 핵심 가치로 인정되며, 소득재분배 효과를 실현시킬 수 있는 수단이라고 인정되었다. 따라서 법률로 국민을 가입자로 강제함으로써 개인 소득에 따라 보험료를 산정하고 보험료와 관계없이 발생한 건강 위험을 동일하게 보호하는 것은 소득재분배 효과를 얻을 수 있는 수단이며, 국가가 사회보험을 운영하면서 국민에게 건강보험 가입을 강제하는 것은 목적의 정당성이 인정되며, 또한 그 수단의 적합성도 인정된다고 판단하였다.

### 의료기관의 수익성
대한민국은 전체 의료공급의 93%를 민간의료기관이 맡는다. 국민건강보험법 제42조에 의거하여, 모든 민간의료기관은 건강보험 환자를 당연히 진료해야 하는 기관으로 지정되어 있다. 즉, 공보험 제도를 취하면서, 그 운영은 민간의료기관에 강제로 맡겨지고 있는 체계(요양기관 당연지정제)이다. 그러나 의료수가를 결정하는 건강보험정책심의위원회의 공익대표의 구성이 실제로 정부와 유관기관에서 추천하는 인물로 구성될 뿐만 아니라 학계나 전문가도 정부의 추천으로 이뤄지고 있다는 점에서 공정성의 문제가 제기되었다. 또한 대한민국의 건강보험은 건강보험정책심의위원회의 저수가 정책으로 이어져 왔다. 건강보험 공단의 연구 용역으로 연세대학교 산학협력단의‘국민건강보험 일산병원 원가계산시스템 적정성 검토 및 활용도 제고를 위한 방안 연구’에서는, 전체 의료기관에 대한 원가 보전율은 69.6%, 요양기관 종별 추정 원가보전율은 상급종합병원, 종합병원, 병원, 의원에서 각각 84.2%, 75.2%, 66.6%, 62.2%이었다. 적용 원가보전율은 검사료, 영상진단 및 방사선치료, 이학요법료, 정신요법료 등은 원가 이상이었으나, 진찰료와 입원료는 원가의 절반 수준인 50.5%와 46.4%에 불과 하였고, 전체 평균 역시 원가에 훨씬 못 미치는 78.4%로 나타났다.
대한민국의 저수가 정책은 의료기관 경영을 매우 어렵게 만들고, 진료행태가 왜곡되고 의료인의 배출 및 분포에도 악영향을 미치고 있으며, 수가구조와 개정 과정의 합리성이 미흡하여 수가조정이 체계적이지 못하며 관련 전문단체의 참여가 어렵다는 지적이 있다. 정부실패는 의료 종사자들의 반대를 촉발했고 파업과 공개 토론으로 이어졌다. 의료종사자들에게 충분한 의료 수가와 근로조건을 주지 않는 의료정책은 특정 분야 전문의들의 부족현상을 초래했다. 대한민국의 의료산업은 전 국민 건강보험가입에 기반을 둔 보장성 위주의 정책을 통해 발전해왔다.  다른 나라의 벤치마크 대상이 될 정도로 좋은 성과를 보였으나, 낮은 의료수가로 인하여 의료기관의 수익성 악화로 인해 의료기관간의 출혈경쟁, 과다진료 등의 특징도 있다. 건강보험 재정 부담을 국민과 정부가 분담하기 위해 법으로 정한 국고 지원 기준은 지켜지지 않는다.

### 도시와 농촌 간의 격차
대한민국의 의료 시스템은 도시와 농촌 간의 건강 격차, 잘 정립된 1차 의료 시스템의 부족, 만성 질환의 더 큰 부담을 가져올 가능성이 높은 인구 고령화, 병원의 과밀 및 긴 대기 시간을 포함하여 여러 가지 문제에 직면해 있다. 정부는 도농 간 건강 격차를 제대로 해소하지 못했다. 시골 거주자는 도시 거주자보다 노쇠와 노화 관련 건강 문제에 대해 불균형적으로 더 큰 부담을 가지고 있다. 이는 농촌 지역의 민간 의료 시설에 대한 접근성 부족을 포함하여 여러 가지 요인 때문이다. 정부는 의료 격차를 해소하기 위해 의사들에게 적절한 근무 조건을 제공하지 못했다.
지방의료원은 비급여 진료의 비중이 작고, 저수익의 필수의료 및 취약계층에 대한 진료 비중이 높기 때문에, 그리고 적정 규모와 인력, 시설, 장비 등을 갖추지 못하였기 때문에, 수입보다 비용이 더 많이 발생한다.

## 같이 보기
- 사회보험
- 국민건강보험공단
- 건강보험심사평가원
- 대한민국의 의료
- 국민개보험(en:Universal health care)